# Фейнберг, Владимир Борисович
Владимир Борисович Фейнберг (при рождении Владимир Бернардович; 14 марта 1892, Санкт-Петербург — 1969, Алма-Ата) — советский кинорежиссёр и сценарист.

## Биография
Родился в семье врача Бернарда (Бориса) Исааковича Фейнберга (1851 — после 1917), специалиста в области акушерства и женских болезней, автора научных трудов. Участник Первой мировой войны, лётчик 12-го авиотряда, полный Георгиевский кавалер.
В кино с 1919 года — ассистент монтажёра на Ленинградской киностудии, позднее режиссёр. Первой самостоятельной киноработой стала картина «Чудо с самогоном» («Три друга», 1925) на студии «Кино-Север».
Режиссёр киностудий «Ленфильм», ЦОКС, Фрунзенской студии кинохроники, Алма-Атинской киностудии.

## Семья
В конце 1920-х годов жил с женой и сыном в Ленинграде на Моховой улице, № 36, в одной квартире и с общим номером телефона с семьёй жены — актрисой, сценаристкой и писательницей Ириной Ефимовной Куниной (1900—2003) и её отцом Ефимом Ильичём Куниным. Ирина Кунина снялась в картине Владимира Фейнберга «Тарко» (1926).
- Жена — актриса Беатриса Ефимовна Кунина (?—1942)[13]; в тяжёлом состоянии покинула с мужем и сыном блокадный Ленинград и умерла сразу по прибытии в Алма-Ату (по воспоминаниям Натальи Трауберг — в Куйбышеве по дороге в Алма-Ату)[14]. 
  - Сын — писатель Владимир Кунин[15].
- Брат — Михаил Бернардович Фейнберг (1889—1938), заместитель начальника товарного сектора отдела сбыта Главнефти Наркомата тяжёлой промышленности СССР; расстрелян 19 марта 1938 года[16]

## Фильмография

### Режиссёр
- 1925 — Чудо с самогоном (Три друга)[17]
- 1926 — Тарко (фильм)[18] (Страна голубых песцов)
- 1926 — Вор, но не багдадский (фильм)[19]
- 1926 — 333 несчастья
- 1927 — Могила Панбурлея (с Ч. Сабинским)
- 1928 — Инженер Елагин (Специалист)[20]
- 1929 — Каан-Кэрэдэ[21][22]
- 1930 — Мёртвая душа
- 1931 — Белый камень
- 1939 — Цветущая юность[23]
- 1940 — Голос Тараса
- 1941 — Боевой киносборник №2 (новелла «Встреча»)
- 1958 — Шквал

### Сценарист
- 1925 — Чудо с самогоном (Три друга)
- 1926 — Тарко (фильм)[19] (Страна голубых песцов)

### Режиссёр документального кино
- 1932 — Перевыборы
- 1959 — Алтын Сандык
- 1961 — Большой день республики
- 1962 — Чабанская новь
- 1964 — Все флаги в гости к нам
- 1965 — Игорь Лобода